# Monnaie (Indre-et-Loire)
Pour les articles homonymes, voir Monnaie (homonymie).
Monnaie est une commune française située dans le département d'Indre-et-Loire, en région Centre-Val de Loire.

## Géographie

### Situation
| Nouzilly                |                      | Crotelles         |
| Chanceaux-sur-Choisille | Monnaie              | Reugny            |
| Parçay-Meslay           | Rochecorbon, Vouvray | Vernou-sur-Brenne |

#### Localisation
Monnaie est une commune du canton de Vouvray, au nord-est de l'Indre-et-Loire, située à 10 km de Tours, et à quelques kilomètres au nord de la Loire ; la commune est d'ailleurs traversée par la Choisille : un affluent du fleuve. La commune compte également un plan d'eau artificiel qui réunit les pêcheurs ainsi qu'un parc, le parc Baric ; cet ensemble constitue une voie verte en plein cœur du bourg. Monnaie est entourée au sud par Parçay-Meslay, Rochecorbon, Vouvray et Vernou-sur-Brenne, à l'est par Reugny, au nord par Nouzilly et Crotelles, et à l'ouest par Chanceaux-sur-Choisille. Son paysage se compose principalement de champs de cultures céréalières mais également de forêts qui recouvrent un quart de la superficie (forêt Bélier, forêt du Mortier, forêt des Belles-Ruries).

### Hydrographie

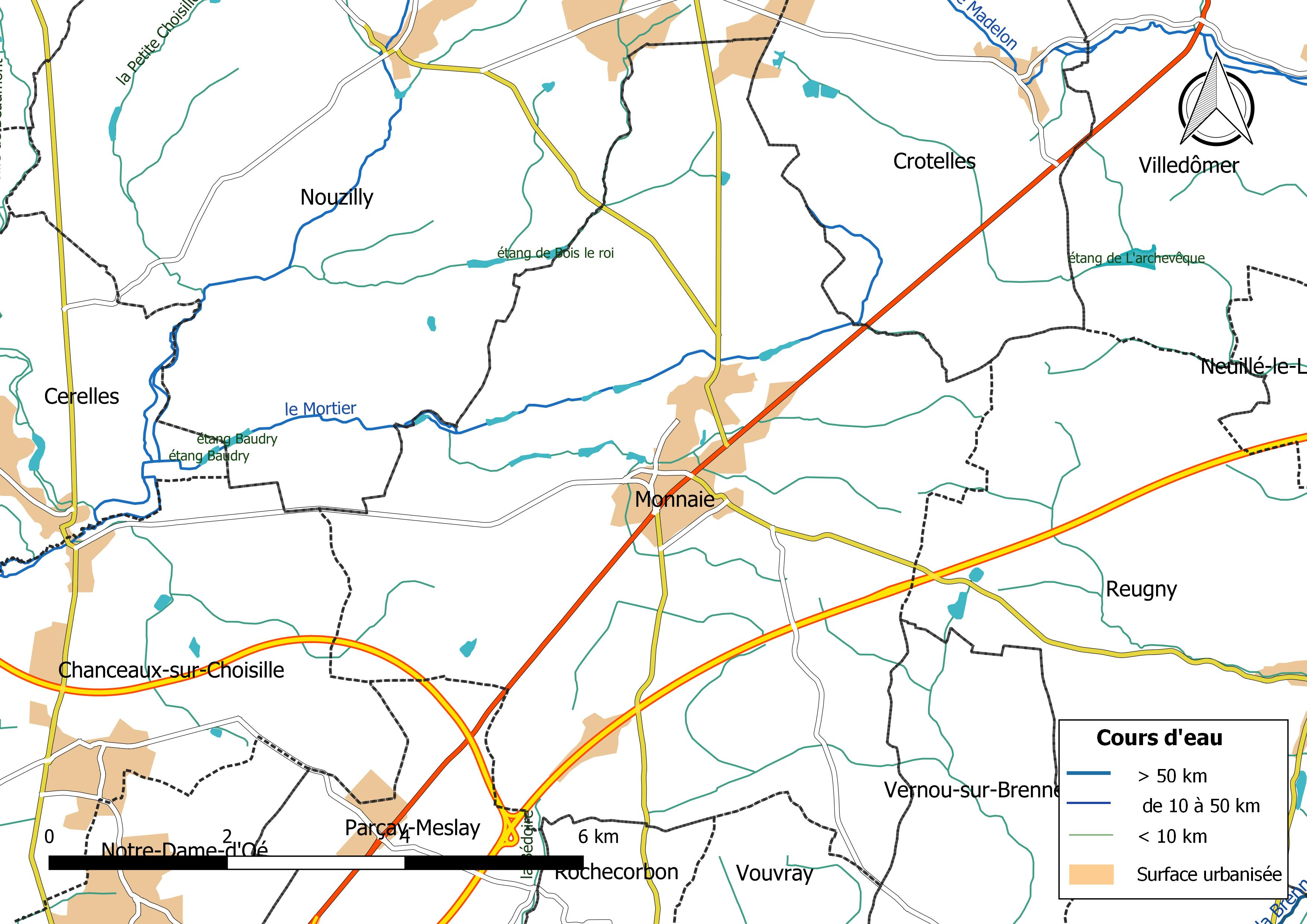
Réseau hydrographique de Monnaie.

Le réseau hydrographique communal, d'une longueur totale de 34,48 km, comprend un cours d'eau notable, le Mortier (5,504 km), et divers petits cours d'eau dont la Bédoire (0,371 km),.
Le Mortier, d'une longueur totale de 10,5 km, prend sa source dans la commune de Crotelles et se jette dans la Choisille à Cerelles, après avoir traversé 4 communes.
Sur le plan piscicole, le Mortier est classé en deuxième catégorie piscicole. Le groupe biologique dominant est constitué essentiellement de poissons blancs (cyprinidés) et de carnassiers (brochet, sandre et perche).
Quatre zones humides ont été répertoriées sur la commune par la direction départementale des Territoires (DDT) et le conseil départemental d'Indre-et-Loire : « la vallée de la Choisille de Monnaie », « la vallée du Ruisseau du Mortier du Grand Conseil à la Choisille de Monnaie », « la vallée du Ruisseau du Mortier du Moulin de Madère au Château de Baudry » et « la prairies humides en amont de Bordebure »,.

### Climat
Pour des articles plus généraux, voir Climat du Centre-Val de Loire et Climat d'Indre-et-Loire.
En 2010, le climat de la commune est de type climat océanique dégradé des plaines du Centre et du Nord, selon une étude du CNRS s'appuyant sur une série de données couvrant la période 1971-2000. En 2020, Météo-France publie une typologie des climats de la France métropolitaine dans laquelle la commune est exposée à un climat océanique altéré et est dans la région climatique Moyenne vallée de la Loire, caractérisée par une bonne insolation (1 850 h/an) et un été peu pluvieux.
Pour la période 1971-2000, la température annuelle moyenne est de 11,1 °C, avec une amplitude thermique annuelle de 14,6 °C. Le cumul annuel moyen de précipitations est de 708 mm, avec 11,2 jours de précipitations en janvier et 6,5 jours en juillet. Pour la période 1991-2020, la température moyenne annuelle observée sur la station météorologique de Météo-France la plus proche, « Tours - Parcay-Meslay », sur la commune de Parçay-Meslay à 7 km à vol d'oiseau, est de 12,2 °C et le cumul annuel moyen de précipitations est de 677,8 mm,. Pour l'avenir, les paramètres climatiques de la commune estimés pour 2050 selon différents scénarios d'émission de gaz à effet de serre sont consultables sur un site dédié publié par Météo-France en novembre 2022.

## Urbanisme

### Typologie
Au 1er janvier 2024, Monnaie est catégorisée bourg rural, selon la nouvelle grille communale de densité à sept niveaux définie par l'Insee en 2022.
Elle appartient à l'unité urbaine de Monnaie, une unité urbaine monocommunale constituant une ville isolée,. Par ailleurs la commune fait partie de l'aire d'attraction de Tours, dont elle est une commune de la couronne,. Cette aire, qui regroupe 162 communes, est catégorisée dans les aires de 200 000 à moins de 700 000 habitants,.

### Occupation des sols
L'occupation des sols de la commune, telle qu'elle ressort de la base de données européenne d’occupation biophysique des sols Corine Land Cover (CLC), est marquée par l'importance des territoires agricoles (67,4 % en 2018), en diminution par rapport à 1990 (69 %). La répartition détaillée en 2018 est la suivante :
terres arables (59 %), forêts (26,6 %), zones urbanisées (4,8 %), prairies (4,7 %), zones agricoles hétérogènes (3,7 %), zones industrielles ou commerciales et réseaux de communication (1,2 %). L'évolution de l’occupation des sols de la commune et de ses infrastructures peut être observée sur les différentes représentations cartographiques du territoire : la carte de Cassini (XVIIIe siècle), la carte d'état-major (1820-1866) et les cartes ou photos aériennes de l'IGN pour la période actuelle (1950 à aujourd'hui).

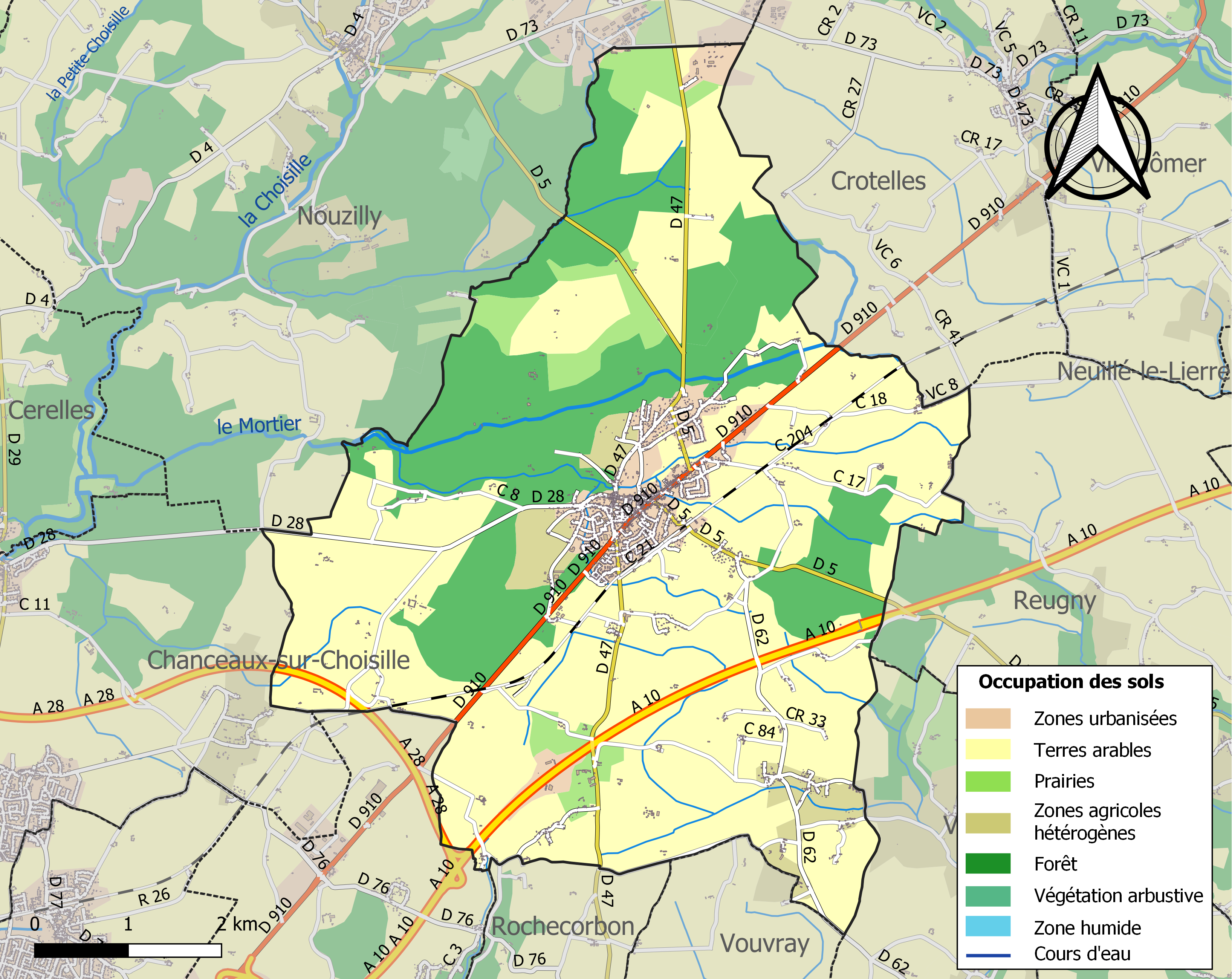
Carte des infrastructures et de l'occupation des sols de la commune en 2018 (CLC).

### Voies de communications et transports
Monnaie est traversée par la D910, ex Nationale 10.
Il n'y a pas de bus régulier, et un train seulement le matin midi et soir.

### Risques majeurs
Le territoire de la commune de Monnaie est vulnérable à différents aléas naturels : météorologiques (tempête, orage, neige, grand froid, canicule ou sécheresse), feux de forêts et séisme (sismicité très faible). Un site publié par le BRGM permet d'évaluer simplement et rapidement les risques d'un bien localisé soit par son adresse soit par le numéro de sa parcelle.
Pour anticiper une remontée des risques de feux de forêt et de végétation vers le nord de la France en lien avec le dérèglement climatique, les services de l’État en région Centre-Val de Loire (DREAL, DRAAF, DDT) avec les SDIS ont réalisé en 2021 un atlas régional du risque de feux de forêt, permettant d’améliorer la connaissance sur les massifs les plus exposés. La commune, étant pour partie dans le massif de Beaumont, est classée au niveau de risque 3, sur une échelle qui en comporte quatre (1 étant le niveau maximal).

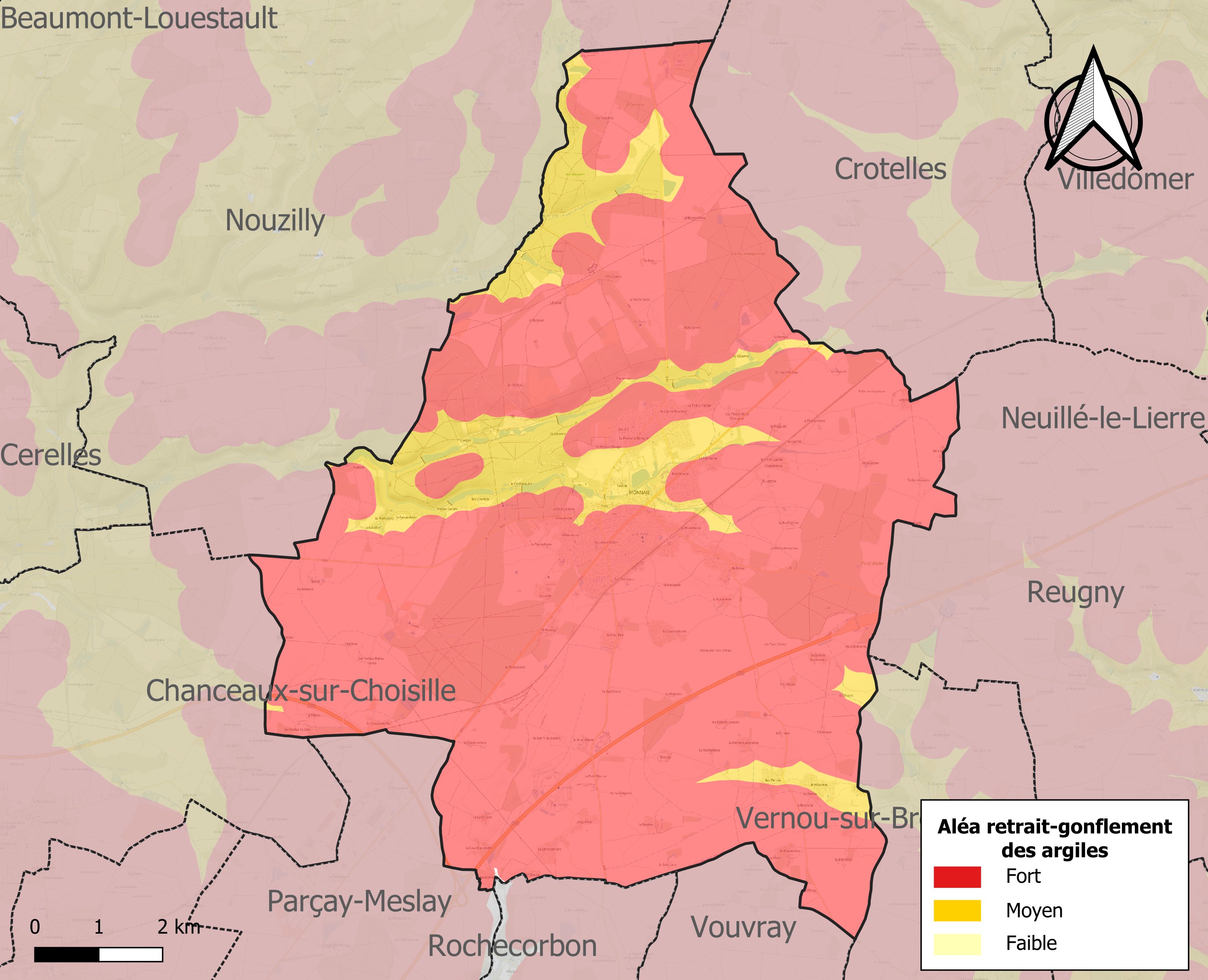
Carte des zones d'aléa retrait-gonflement des sols argileux de Monnaie.

Le retrait-gonflement des sols argileux est susceptible d'engendrer des dommages importants aux bâtiments en cas d’alternance de périodes de sécheresse et de pluie. La totalité de la commune est en aléa moyen ou fort (90,2 % au niveau départemental et 48,5 % au niveau national). Sur les 1 627 bâtiments dénombrés sur la commune en 2019, 1626 sont en aléa moyen ou fort, soit 100 %, à comparer aux 91 % au niveau départemental et 54 % au niveau national. Une cartographie de l'exposition du territoire national au retrait gonflement des sols argileux est disponible sur le site du BRGM,.
Concernant les mouvements de terrains, la commune a été reconnue en état de catastrophe naturelle au titre des dommages causés par la sécheresse en 2011, 2018 et 2019 et par des mouvements de terrain en 1999.

## Toponymie
Anciennement Modena (IXe siècle).

## Politique et administration

### Tendances politiques et résultats
| Scrutin             | Scrutin             | 1er tour | 1er tour | 1er tour | 1er tour | 1er tour  | 1er tour | 1er tour | 1er tour | 1er tour | 1er tour | 1er tour | 1er tour | 2d tour | 2d tour | 2d tour | 2d tour | 2d tour | 2d tour |
| Scrutin             | Scrutin             | 1er      | 1er      | %        | 2e       | 2e        | %        | 3e       | 3e       | %        | 4e       | 4e       | %        | 1er     | 1er     | %       | 2e      | 2e      | %       |
| ------------------- | ------------------- | -------- | -------- | -------- | -------- | --------- | -------- | -------- | -------- | -------- | -------- | -------- | -------- | ------- | ------- | ------- | ------- | ------- | ------- |
| Présidentielle 2017 | Présidentielle 2017 |          | EM       | 25,43    |          | FN        | 22,14    |          | LR       | 19,56    |          | LFI      | 15,22    |         | EM      | 64,19   |         | FN      | 35,81   |
| Présidentielle 2022 | Présidentielle 2022 |          | LREM     | 32,14    |          | RN        | 25,17    |          | LFI      | 15,97    |          | REC      | 6,12     |         | LREM    | 59,55   |         | RN      | 40,45   |
| Législatives 2022   | 2e                  |          | RE-Ens   | 30,81    |          | LFI-Nupes | 21,63    |          | RN       | 21,63    |          | LR       | 13,88    |         | RE      | 55,22   |         | LFI     | 44,78   |
| Législatives 2024   | 2e                  |          | RN       | 37,70    |          | RE-Ens    | 30,27    |          | LFI-NFP  | 20,38    |          | LR       | 8,64     |         | RE      | 56,07   |         | RN      | 43,93   |

### Liste des maires
Le jeudi 29 septembre 2022, Olivier Viémont a été reconnu coupable par le tribunal correctionnel de Tours de prise illégale d'intérêts, à la suite de l'attribution de la sous-traitance d'un marché public à l'entreprise dont il est le directeur général. Il a été condamné à verser une amende de 7 500 euros et un an d'inéligibilité.

## Population et société

### Démographie
L'évolution du nombre d'habitants est connue à travers les recensements de la population effectués dans la commune depuis 1793. Pour les communes de moins de 10 000 habitants, une enquête de recensement portant sur toute la population est réalisée tous les cinq ans, les populations de référence des années intermédiaires étant quant à elles estimées par interpolation ou extrapolation. Pour la commune, le premier recensement exhaustif entrant dans le cadre du nouveau dispositif a été réalisé en 2007.

En 2022, la commune comptait 4 785 habitants, en évolution de +9,52 % par rapport à 2016 (Indre-et-Loire : +1,67 %, France hors Mayotte : +2,11 %).
| 1793  | 1800  | 1806  | 1821  | 1831  | 1836  | 1841  | 1846  | 1851  |
| ----- | ----- | ----- | ----- | ----- | ----- | ----- | ----- | ----- |
| 1 060 | 1 072 | 1 236 | 1 203 | 1 237 | 1 550 | 1 728 | 1 727 | 1 678 |

| 1856  | 1861  | 1866  | 1872  | 1876  | 1881  | 1886  | 1891  | 1896  |
| ----- | ----- | ----- | ----- | ----- | ----- | ----- | ----- | ----- |
| 1 651 | 1 575 | 1 701 | 1 605 | 1 680 | 1 719 | 1 761 | 1 751 | 1 787 |

| 1901  | 1906  | 1911  | 1921  | 1926  | 1931  | 1936  | 1946  | 1954  |
| ----- | ----- | ----- | ----- | ----- | ----- | ----- | ----- | ----- |
| 1 914 | 1 807 | 1 720 | 1 609 | 1 593 | 1 668 | 1 752 | 1 592 | 1 622 |

| 1962  | 1968  | 1975  | 1982  | 1990  | 1999  | 2006  | 2007  | 2012  |
| ----- | ----- | ----- | ----- | ----- | ----- | ----- | ----- | ----- |
| 1 592 | 1 808 | 1 892 | 2 250 | 2 829 | 3 302 | 3 768 | 3 835 | 4 166 |

| 2017  | 2022  | - | - | - | - | - | - | - |
| ----- | ----- | - | - | - | - | - | - | - |
| 4 439 | 4 785 | - | - | - | - | - | - | - |

### Enseignement
La commune fait partie de l'académie d'Orléans-Tours. L'enseignement dispensé sur la commune est l'enseignement maternel et primaire. Il est dispensé à l'école maternelle de la Choisille, composée de 7 classes et à l'école élémentaire de la Choisille, composée de 13 classes. Depuis la rentrée 2010, le collège de rattachement n'est plus le collège Gaston-Huet de Vouvray mais le collège Montaigne de Tours.

### Activités et milieu associatif

#### Associations sportives
- Basket
- Football
- Judo
- Tennis
- Boule de fort (La Boule Joyeuse)
- Pétanque
- Gymnastique
- Cyclotourisme (Les Randonneurs Modéniens)
- Billard
- Majorettes
- Pêche (association de plan d'eau)

#### Associations culturelles
- Devos de l'humour
- Foyer rural (expositions, loisirs culturels)
- Danse (Premiers pas modéniens)
- Bibliothèque (Planète Lire)
- École de musique
- Poésie (Caravane d'Arthur Rimbaud)
- Chorale (L'écho des gâtines)
- Aquarelle-calligraphie
- Loisirs créatifs (Ré-création)
- Broderie (Ouvrage Passion)
- Modélisme et radio amateur (Rmcteg)
- Club géologie
- Théâtre
- Club de loisirs des anciens (Club de l'amitié)
- Union nationale des anciens combattants
- Association des commerçants et artisans de Monnaie (Art&Com)

#### Associations sociales
- Associations des parents d'élèves
- Restaurant scolaire de Monnaie,
- Déclic and Co (actions pour les jeunes)
- CVL la croizette (gestion d'un centre de vacances)
- Assistantes maternelles (ADAMMI)
- Aide aux pays en voie de développement (Foussini Bougou Développement et Para los ninos)
- Lutte contre l'illétrisme (Lire et agir)
- Aide aux familles en difficultés (Association Espoir)
- Confédération syndicale des familles
- Amicale des pompiers

#### Associations intercommunales
- Rugby (Elan Vouvrillon)
- Handball (Handball Vouvrillon)
- Cyclisme (Vélo sport de Monnaie en Vouvrillon)

### Manifestations culturelles et festivités
- Festival d'humour :

Tous les deux ans depuis 1990, le festival Les Devos de l'humour présente au public une dizaine de spectacles d'humoristes en concours pour l'obtention des Devos.
Les récompenses décernées sont :
- Devos d'or
- Devos du public
- Devos one man show
- Devos du jury
- Devos jury jeunes.

De nombreux artistes sont passés dans ce festival parmi eux Raymond Devos mais également Dany Boon, Laurent Gerra, Jean-Marie Bigard, Christophe Alévêque, François Rollin, Warren Zavatta, les Frères Taloche, Marianne Sergent, Tex, Les Bodin's, Sophia Aram,Les Bonimenteurs, Hassan, Xavier Lacouture, Pierre Aucaigne, Bruno Coppens, Marc Jolivet, Vincent Roca, Stéphane Joly, Wally, Chavari et Durand, Albert Meslay, Chanson plus bifluorée, Christelle Cholet...
- Bourse aux minéraux et aux fossiles, organisée par le club géologie, elle réunit tous les premiers weekends de mars des passionnés de ces pierres.
- Randonnée de la Saint-Valentin, organisée par les randonneurs modéniens.
- Brocante annuelle du basket club (mai).

### Santé
Monnaie possède un cabinet médical qui accueille notamment trois médecins.

### Sports

#### Infrastructures
- deux terrains de foot
- un terrain de basket extérieur
- un gymnase
- un dojo
- un skate parc
- deux terrains de tennis (un couvert et un extérieur)
- terrains de pétanques (couverts et extérieurs)
- boulodrome (boule de fort)
- plan d'eau

#### Manifestations sportives
- Tournoi de tennis au mois de juin.
- Tournoi de football des associations en juin
- Forum des associations (début septembre)

### Culture
Pour accueillir les associations, la commune dispose d'une bibliothèque, de salles des fêtes (salle Raymond-Devos et salle Touraine), de salles à la maison Baric.

### Médias
- L'écho de Monnaie, magazine annuel d'information municipal
- La modéna, bulletin municipal trimestrielle
- La pétillante, bulletin d'information intercommunal

## Économie
- Au sud-est de la commune se trouve la gare de péage de Monnaie, sur l'autoroute A10, 16 km avant Tours en venant de Paris, et un peu plus au sud, les aires de service dites de Tours - la Longue Vue (sens Paris-Bordeaux) et Tours - Val de Loire (sens Bordeaux-Paris). Sur le même lieu, la commune accueille un escadron du peloton autoroutier de gendarmerie ainsi qu'un centre technique Cofiroute
- Nombreux commerces, services et artisans au centre-ville, essentiellement le long de la RN 10.
- Ne disposant d'aucune activité industrielle, mais sans être exclusivement une ville-dortoir Monnaie voit une forte proportion de sa population active partir travailler vers l'agglomération tourangelle (Tours-Nord se trouve à moins de 10 km), Château-Renault (14 km) ou Amboise (22 km).
- La commune profite également de la présence du centre de recherche de l'INRA situé sur la commune de Nouzilly et au nord de la commune ainsi que de la base aérienne 705 située sur les communes de Parçay-Meslay et Tours.

## Culture et patrimoine

### Lieux et monuments

#### Historiques
- L'église Saint-Martin date des XIe (mur nord), XIIe et XVIe siècles, elle a été restaurée en 1874[41].
- Le manoir de Bourdigal, édifié entre 1451 et 1483, terminé au XVIe siècle, avenue de Flavigny (inscrit MH le 5 avril 1930).
- Le château des Belles Ruries et son pigeonnier, datant de 1611 (inscrit MH le 8 juin 1989).
- La briqueterie au lieu-dit la Feuillée (XIXe siècle).
- Un four à chaux, datant du début du XIXe siècle au lieu-dit le Bois-du-Mortier.
- La Maison Baric, maison du XVIIIe siècle où Jules Baric passa les vingt-cinq dernières années de sa vie, 27 rue Alfred-Tiphaine (en face de la mairie) et qui abrite une salle de réunion et les locaux de diverses associations.
- La salle Raymond-Devos, 31 rue des Moulins, où se déroule le festival biennal les Devos de l'Humour[42], ainsi que de nombreux autres spectacles.

#### Espaces verts
La commune permet l'accès aux promeneurs à la forêt Bélier mais dispose également au cœur du bourg d'un plan d'eau et d'un parc. De plus la traversée de Monnaie par la Choisille apporte une « coulée verte » au cœur de la ville.

### Personnalités liées à la commune
- Raymond Aymeric Philippe Joseph de Montesquiou (1784-1867), général des armées du Premier Empire et homme politique, décédé dans la commune au château du Mortier.
- Maurice Adolphe Charles comte de Flavigny, né le 5 décembre 1799 à Vienne (Autriche), mort le 7 octobre 1873 à Monnaie. Député et conseiller général d'Indre-et-Loire.
- Marie d'Agoult, née le 31 décembre 1805 à Francfort-sur-le-Main (Saint-Empire) et morte le 5 mars 1876 à Paris. Écrivaine. La maison familiale de ses parents se trouve près de la ville Monnaie[43].
- Jules Baric, illustrateur et caricaturiste, a vécu à Monnaie de 1881 à sa mort en 1905.
- Alfred Tiphaine, député d'Indre-et-Loire de 1891 à 1906, né le 30 juin 1836 à Saint-Pierre (île de La Réunion), mort le 24 août 1914 à Monnaie.
- L'adjudant-chef aviateur Jean Foiny, né à Niherne le 8 août 1890, « héros de l'air » de la Première Guerre mondiale (trois citations), et son mécanicien Jean Foucher, s'écrasèrent à bord d'un Potez 15 A2 au sud du bourg de Monnaie le 19 mai 1925. Ils venaient de décoller du camp d'aviation de Parçay-Meslay, dans le brouillard, et heurtèrent des arbres dans les bois des Belles-Ruries. Une stèle au bord de la RN 10 leur est dédiée. Jean Foiny était en tête de la coupe Military Zenith depuis juillet 1924, il avait battu deux records du monde en novembre 1924[44]. Une rue de Tours porte son nom.
- Raymond Devos, citoyen d'honneur de la commune ; il a accepté de donner son nom à la salle des fêtes ainsi qu'au festival d'humour qui porte son nom.

### Héraldique
| Blason de Monnaie | Les armes de Monnaie se blasonnent ainsi : D'azur au besant d'argent figuré d'une tête de Junon, accompagné, en chef, de deux châtaigniers arrachés d'or et, en pointe, d'une souche arrachée du même. |

## Pour approfondir